# Хойер I фон Фридебург
Хойер I фон Фридебург (на немски: Hoyer I von Friedeburg; † 13 декември 1249/16 август 1253) е благородник от род Мансфелд, господар на Фридебург на Зале в Саксония-Анхалт и бургграф на Щаркенбург на Мозел (1241), споменат в документи 1216 г.
Той е син на Улрих I фон Полебен († сл. 1189). Внук е на граф Хойер III фон Мансфелд († 3 август 1157) и съпругата му Кунигунда фон Аменслебен († сл. 1153), дъщеря на граф Ото фон Аменслебен-Хилерслебен († 1152/1154) и Берта († сл. 1129). Баща му е брат на граф Хойер IV фон Мансфелд († 1183). Роднина е на фелдмаршал Хойер I фон Мансфелд († 1115), първият от фамилията му графове на Мансфелд, който се нарича на фамилния замък Мансфелд в Мансфелд. Сестра му фон Фридебург е омъжена за Йохан II фон Алвенслебен († 1250/1251).
Баща му Улрих I фон Полебен получава чрез женитба пр. 1189 г. замък Фридебург. Фамилията основава пр. 1268 г. град Хойерсверда.

## Фамилия
Хойер I фон Фридебург се жени за Мехтилд фон Меринген († сл. 14 февруари 1267). Те имат един син:
- Хойер II фон Фридебург Стари (* пр. 1255; † пр. 1 юни 1277), господар на Фридебург (1264), на Борнщедт (1265 – 1269), съгосподар на Вахен (1266), съ-господар на Борсдорф (1267), съ-господар на Шкойдитц (1267 – 1269), женен за фон Хакеборн, дъщеря на Албрехт II фон Хакеборн († 1252/ сл. 1255).
- Хойер III Млади (1264), съ-господар на Варен (1266), Борнщедт (1267 – 1269), Борсдорф и Панитзш (1267)
- Паулина фон Фридебург, спомената 1271